# Avon Motor Manufacturing Company
Avon Motor Manufacturing Company Limited war ein britischer Hersteller von Automobilen.

## Unternehmensgeschichte
Das Unternehmen aus Keynsham begann 1903 mit der Produktion von Automobilen. Der Markenname lautete Avon. 1912 endete die Produktion.

## Fahrzeuge
Das erste Modell Trimobile war ein Dreirad mit einem einzelnen Vorderrad. Ein wassergekühlter Einzylindermotor aus eigener Fertigung war im Heck montiert und trieb über eine Kette die Hinterachse an. Die Motorleistung stieg im Laufe der Jahre von 4 PS über 4,5 PS und 5 PS bis auf 6 PS. Das Getriebe hatte drei Gänge. Die Sitzbank bot Platz für zwei Personen. Die Neupreise betrugen, soweit bekannt, 84 Pfund im Jahre 1904 und 99,75 Pfund im Jahre 1905.
1905 ergänzte ein vierrädriges Auto das Sortiment. Der Motor mit 5 PS Leistung war vorne im Fahrzeug montiert und trieb die Hinterachse an. Der Preis betrug 1905 111,30 Pfund.